# Шкилі
Шкилі́ — село в Україні, у Хорольській громаді Лубенського району Полтавської області. Населення становить 317 осіб. До 2020 орган місцевого самоврядування — Мусіївська сільська рада.

## Географія
Село Шкилі знаходиться на лівому березі річки Сула, вище за течією на відстані 0,5 км розташоване село Бурлаки, нижче за течією на відстані 0,5 км розташоване село Мусіївка. За 0,5 км розташоване село Хоменки. Річка в цьому місці звивиста, утворює лимани, стариці та заболочені озера. Через село проходить автомобільна дорога Т 1709.

## Історія
12 червня 2020 року, відповідно до розпорядження Кабінету Міністрів України № 721-р «Про визначення адміністративних центрів та затвердження територій територіальних громад Полтавської області», село увійшло до складу Хорольської міської громади..
19 липня 2020 року, в результаті адміністративно - територіальної реформи та ліквідації Хорольського району, село увійшло до складу новоутвореного Лубенського району.